# 心 (小說)
《心》（日语：こゝろ），是夏目漱石的長篇小說代表作。臺灣早年（1980年代）譯名為《心鏡》。

## 概要
在1914年（大正3年）的4月20日至8月11日之間，以為題，於朝日新聞上連載。並在同年，由夏目漱石向岩波書店自費出版，成為岩波書店最初的出版物。
《心》一書分為三個章節，分別是上篇〈老師與我〉；中篇〈雙親與我〉；下篇〈老師與遺書〉。上篇內容主要描述「我」與老師認識之後，漸漸深入接觸了老師的思想，家庭和厭世的人生觀。並且從與師母的談話之中，「我」得知了其實老師一開始並非如此厭世，而老師的一切轉變，都與老師的某位葬在雜司谷的朋友有關。
中篇內容則在敘述畢業後的「我」，因為父親腎臟病惡化而回鄉。而在照料父親之餘，「我」應著家人的要求，寫信給老師詢問工作機會，收到的回信卻是老師對「我」所陳述的對於自己過往的自白。
後篇是以老師寫信給「我」的書信體，敘述老師一直不願意透漏的過往，也就是老師和他的摯友——K的往事。信末老師以暗示的方式，告訴「我」自己已自殺，並期望「我」能在不讓老師妻子知曉信的內容的情況下，將老師的經歷公諸於後世以作為警惕。

## 出場人物
我
《心》一文的主角，出場時皆自稱「我」。所就讀的大學據推測為東京帝國大學（與夏目漱石相同），在鐮倉海邊過暑假時認識了老師，對於老師的人生觀和處世態度深感好奇。父親患有腎臟病，《心》一文的中篇〈雙親與我〉即是在描述「我」在家鄉照顧父親時的種種。在中篇末收到老師寄來的遺書，遺書內容便是對於「我」一直以來對老師疑問的解答。
老師
真名不詳，「我」於文中將之稱呼作老師是因為覺得這樣最自然，對老師則曾辯稱這是「我」對於長輩的習慣。據推測為東京帝國大學畢業。老師在年輕時因為父母相繼過世，且自己要上東京念書，因此將父母遺留下來的財產交付給叔父保管。但在注意到叔父家態度日益轉變之後，得知了叔父其實侵吞了父母的遺產，因此在將爭取回來的少數財產變賣後，老師便憤然離鄉。之後寄居於本鄉台西的某軍人遺孀（即夫人）家中，並認識了「小姐」（後來的師母）。在夫人家居住一段時間後，因為感覺自己之前被親戚背叛時所產生的厭世心態逐漸改善，便希望固執的朋友K也能同樣被感化，於是邀請K來同住。但是在看到K與小姐之間的互動後，老師對於K原本就存有的忌妒日益強烈，最後向夫人提親成功，導致了K的自殺，在那之後自言：「我的一生都被K給束縛了。」因為擁有岳母與父母遺留下來的財產，在之後的人生中一直過著無所事事的厭世生活，最後以自殺結束了自己的生命。在遺書之末要求「我」在不讓師母瞭解自己過去的情況下，將自己的經歷公諸於世以作為後人警惕。
老師的妻子
即後篇中的「小姐」，膝下無子，原本是老師的房東的女兒，對於「我」總是非常照顧，和老師亦是相敬如賓，是一對看似美好的夫婦。老師寄居於本鄉台西時兩人相識，當時天真美麗的小姐，軟化了厭世的老師與固執的K，卻也因此導致為了追求小姐的兩人之間的猜忌日益嚴重。
老師的岳母
即後篇中的「夫人」，軍人遺孀，辦事俐落迅速，欣賞老師，未經小姐同意便將小姐許配給了老師。死於腎臟病。
K
老師過去的好友。真宗和尚之次子，從小被過繼到某醫生家當養子，但是卻瞞著養父母讀了宗教相關的學門，被揭發後與養父母和本家斷絕關係。個性固執，在受老師之邀入住老師寄居處後，逐漸喜歡上小姐，但因為與自己所追求之理念背道而馳而試圖尋求老師的協助，卻被同樣喜歡小姐的老師視為敵人並加以打擊。在得知老師與小姐將結婚後，以剃刀割破頸動脈死亡。死後葬於雜司谷。

## 關聯作品

### 電視
- 1955年
- 1959年
- 1968年
- 1973年
- 1991年
- 1994年
- 2009年，於日本電視台放映改編後的電視動畫，青色文學系列的第7與第8話。

### 動畫
於2009年發行的「青色文學系列」動畫，將《心》收錄其中，但是動畫版的《心》在劇情鋪陳方面做了相當大的修改。
首先，動畫版的劇情是從後面開始的，省略了前半段老師自述其家庭背景以及中間與K兩人前往房州的部分。
再來，動畫版將《心》分成了〈夏〉、〈冬〉兩篇。其中〈夏〉篇是以老師的觀點來描述從K入宿到其自殺的經過，其內容較貼近小說原文的內容。但是〈冬〉篇採用的卻是夏目漱石並未多加著墨的「K的觀點」，導致兩篇所敘述的內容有頗大的差異，但也正契合了夏目漱石敘寫《心》一文時所希望描寫的人性，因為這兩篇中，老師與K都是用負面的眼光看待彼此，並且懷疑對方與小姐之間的關係。

## 外部連結
- （日語） 『こころ』 （页面存档备份，存于） - 夏目漱石.com （页面存档备份，存于）
- （日語） 『心』自序 （页面存档备份，存于）
- 『心』：新字新仮名 - 青空文庫（日語）（页面存档备份，存于）
- 『心_予告』：新字旧仮名 - 青空文庫（日語）
- 『心_自序』：新字旧仮名 - 青空文庫（日語）
- 『心_広告文』：新字旧仮名 - 青空文庫（日語）